# Monte Polizzo
Monte Polizzo est un site archéologique en Sicile, situé sur l'actuel mont Polizo, à 6 km au nord-ouest de la ville de Salemi, dans la province de Trapani.
Importante cité élyme, le Monte Polizzo aurait été occupé entre les IXe et IVe siècles av. J.-C. Les fouilles ont mis au jour les vestiges d'un système urbain constitué de murs, des restes d'une acropole, de maisons, d'artefacts en argile et en métal datant du VIIIe au IVe siècle av. J.-C.
Le site a été largement étudié dans le cadre du projet Monte Polizzo qui réunit des chercheurs internationaux s'intéressant aux Élymes, à leurs origines, leur développement et leur effondrement au début de l'âge du fer. Il vise également l'étude du processus d'hellénisation et l'influence des occupations phéniciennes et grecques de la Sicile occidentale au cours de l'époque archaïque.

## Histoire du site
Sur un site déjà occupé durant les Xe – IXe siècles av. J.-C. — une colline appartenant à un ensemble de crêtes vallonnées et naturellement fortifiée qui culmine à 713 m et domine une grande partie de la Sicile occidentale —, les Élymes se seraient installés sur le Monte Polizzo entre le IXe et le VIIIe siècle av. J.-C. Ils y restent jusqu'au Ve siècle av. J.-C. Même si des céramiques sicanes ont été retrouvées, les historiens privilégient l'hypothèse d'une colonie élyme.
Les Élymes sont un peuple ayant occupé l'ouest de la Sicile, en particulier Erice, Ségeste, le monte Finestrelle, près de Gibellina et la Rocca di Entella vers Contessa Entellina. Ni grecs ni phéniciens, ils restent méconnus du fait des rares traces écrites restantes, leur langue mêlant caractères grecs et proximité avec des idiomes d'Asie Mineure.
Le Monte Polizzo est situé entre Ségeste et Sélinonte et au centre de la province de Trapani, ce qui en fait un lieu naturel d'échanges entre les populations de la Sicile occidentale et avec le monde méditerranéen, comme en témoignent les céramiques importées de production grecque, phénicienne-punique, corinthienne ou étrusque, mais aussi de l'ambre de la Baltique et des objets en faïence d'Anatolie.
Le nom de la colonie n'est pas certain, mais il est probablement qu'il s'agisse de l'antique Halikyai ou Alicie, qui correspondrait à deux établissements sous une dénomination unique, l'un sur le mont Polizo, l'autre à l'emplacement de l'actuelle ville de Salemi.
Depuis l'ouverture des fouilles dans les années 1970, cinq zones d'occupation ont été mis au jour :
- des bâtiments résidentiels, des maisons de quatre à cinq pièces, dotées d'un petit portique et vouées aux activités domestiques et au stockage des produits agricoles ;
- l'acropole avec un édifice circulaire sacré archaïque, probablement lié à un culte d'Aphrodite du fait de la présence à l'intérieur de bois de cerf, animal sacré de la déesse également vénéré par les Élymes sur le mont Erice (Venus Erycina), ainsi que des logements ;
- une autre habitation sur les pentes de l'Acropole, dite "maison Tusa" car découverte au début des années 1970 par Vincenzo Tusa, qui possède de très longues salles rectangulaires le long du versant de la montagne, mais sans fonction publique ;
- la nécropole sur le versant sud du Monte Polizzo, avec des restes de tombes semi-détruites par la réutilisation du site comme vignoble, mais qui témoignent de la coexistence des rites d'incinération et d'inhumation dans des fosses et conservent des dépôts de coupes ornées de gravures et du mobilier funéraire composé de vases, d'armes et d'ornements personnels ;
- la zone de Portella Sant'Anna qui révèle des traces d'une ville élyme (IXe – VIIIe siècles av. J.-C.), puis abandonnée au profit de Ségeste, avec des vestiges de murs massifs qui laissent penser à une enceinte urbaine[1].

L'apogée de la cité est atteinte au VIe siècle av. J.-C. Aménagée en terrasses, elle abrite jusqu'à deux milliers d'habitants vers 550 et 525 av. J.-C.
Face aux débuts de la colonisation phénicienne et grecque, les Élymes investissent les hauteurs pour conserver leur indépendance en regroupant les villages (synœcisme) sur des sites plus faciles à défendre et plus stratégiquement (Erice, Entella et Ségeste ) et abandonnant des positions plus fragiles comme Polizzo.
À partir de l'époque hellénistique, les preuves d'une fréquentation continue du site disparaissent. Les Carthaginois l'auraient réoccupé entre 350 et 300, édifiant sur les ruines de l'ancienne colonie des bâtiments rectangulaires où ont été retrouvées de nombreuses monnaies puniques. Il n'y a pas de traces d'activités jusqu'à l'installation vers 950 et 1000 sur le côté ouest de l'acropole, d'un petit village au plan régulier composé de maisons simples d'une ou deux pièces et couvertes de tuiles. Ses quelques centaines d'habitants, musulmans et arabophones, vivant principalement d'agriculture, d'élevage et de chasse, appartiennent possiblement à ceux qualifiés par Ibn Ḥawqal lors de sa visite du Val di Mazara en 973 comme « midun » (« bâtards ») qui ne suivent que partiellement les règles islamiques. Il aurait été détruit lors de la conquête normande de la Sicile.
L'intérêt archéologique du site qui s'étend sur 34 hectares, l'un des plus importants témoignages de Sicile occidentale avec Mokarta, le Monte Castellazzo et la Contrada Stretto, réside dans la découverte de vestiges élymes archaïque, plus anciens que sur les autres sites, comme à Ségeste où les témoignages ne remontent à l'époque hellénistique, les traces de l'âge archaïque et classique ayant été détruits par les établissements successifs.

## Fouilles

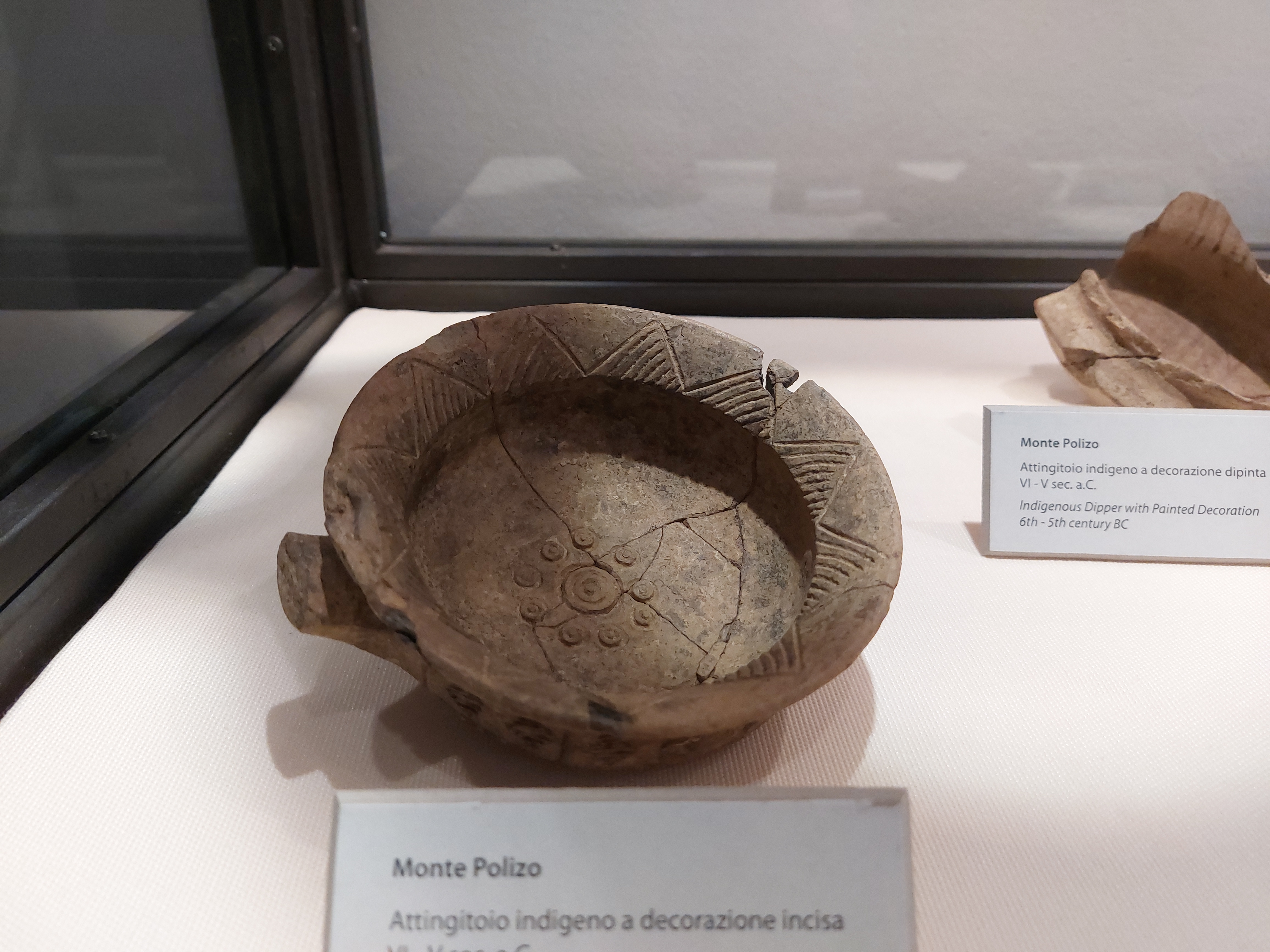
Louche indigène à décor incisé (av. J.-C.).

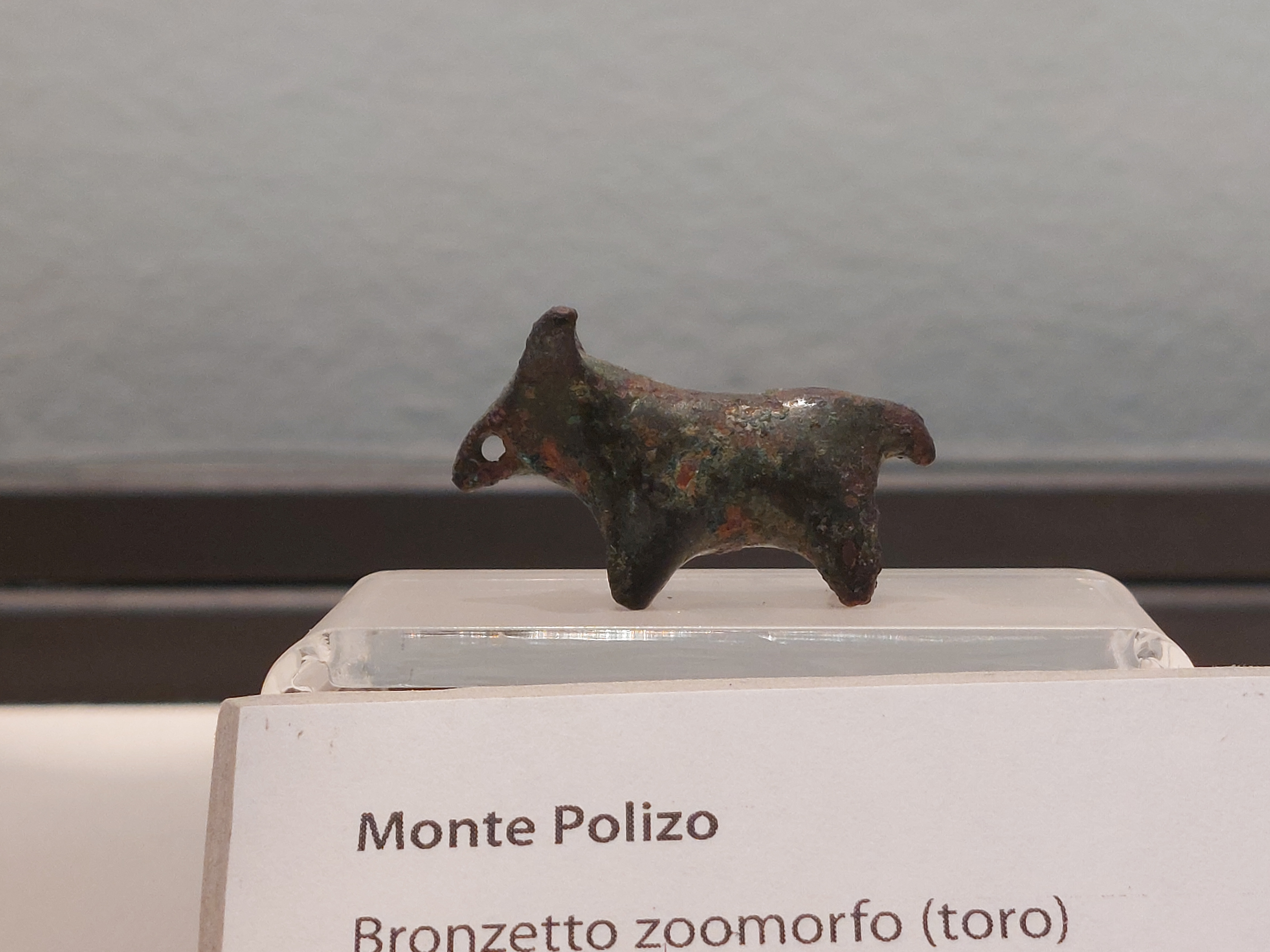
Figurine de taureau en bronze.

En 1970, Vincenzo Tusa entame une campagne de fouilles expérimentales à l'intérieur des terres de Sicile occidentale, en incluant une première fouille du Monte Polizzo à cause de découvertes régulières de fragments d'argile. En ouvrant plusieurs tranchées d'essai, il découvre en 1974 des vestiges de l'âge du fer et de la poterie grecque du VIe siècle av. J.-C.
En 1996, son fils, Sebastiano Tusa, surintendant du patrimoine culturel de Trapani, initie un projet international pour approfondir la connaissance des Élymes, au sein duquel le Monte Polizzo a une place centrale. Le projet archéologique est lancé en 1998 par une équipe siculo-scandinave dirigée par Sebastiano Tusa et Kristian Kristiansen, professeur d'archéologie à l'université de Göteborg en Suède. Il réunit ensuite des archéologues des États-Unis, d'Allemagne, du Canada, de Norvège, de Suède et d'Espagne.
De 1998 à 2001, Christopher Prescott de l'Université d'Oslo dirige les fouilles de la maison 1, datée de 550-525 av. J.-C., ainsi que la décharge de la ville et les zones situées sur le versant nord de l'acropole. Les fouilles sont étendues vers l'ouest de 2002 à 2006 par Christian Mühlenbock et Kristian Kristiansen de l'université de Göteborg. Ils y découvrent des complexes de maisons du milieu du VIe siècle av. J.-C., dotées d'un petit portique et de quatre à cinq pièces, ayant abrité des activités domestiques et du stockage agricole.
À partir de 1998, les recherches de Michael Kolb (université de Northern Illinois), révèlent un riche système de peuplement s'étendant de l'âge du cuivre au Moyen Âge,  Kolb a également fouillé à proximité de Salemi, récupérant des objets documentant l'occupation humaine à partir de VIe siècle av. J.-C. et la présence d'une colonie du IVe – IIIe siècle av. J.-C., donnant du crédit à l'hypothèse que Salemi est l'ancienne Halyciae des Élymes.
En 1999 , l'Université Stanford rejoint le projet Monte Polizzo avec une équipe dirigée par Michael Shanks et Emma Blake, et le professeur Ian Morris lance en 2000 les fouilles de l'acropole où est retrouvé un sanctuaire élyme archaïque. Devenues l'un des plus importants projets archéologiques de la Méditerranée en 2002, les fouilles se sont conclues en 2006, bien que l'analyse de l'arriéré d'artefacts se poursuit.